# Raimund II. Trencavel
Raimund II. Trencavel (franz.: Raimond; * 1207; † zwischen 1263 und 1267) war kurzzeitig Vizegraf von Carcassonne, Razès und Béziers. Er stammte aus der Familie der Trencavels und war das einzige Kind des Vizegrafen Raimund Roger Trencavel († 1209) und dessen Ehefrau, Agnes von Montpellier. In den mittelalterlichen Überlieferungen wird er einfach nur Trencavel genannt.

## Leben

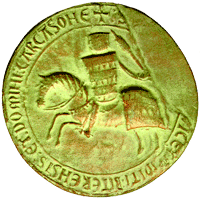
Siegel von Raimund II. Trencavel

Bedingt durch die Besetzung von Carcassonne durch die Kreuzritter des Albigenserkreuzzuges im Jahr 1209, wuchs Trencavel im Exil am Hof des aragonesischen Königs auf. Aufgrund seiner Unmündigkeit nahm er an den Kämpfen zur Rückeroberung seines Landes nicht teil. Aber 1224 konnte er unter der Protektion des Grafen Roger Bernard II. von Foix wieder in Carcassonne einziehen, nachdem die Kreuzfahrer weitestgehend aus dem Languedoc vertrieben worden waren. Während seiner Herrschaft versuchte er, die durch den Kreuzzug etablierte Kirchenordnung zu beseitigen, und vertrieb dabei unter anderem Guy des Vaux-de-Cernay, einen Onkel des Chronisten Pierre des Vaux-de-Cernay, aus dem Bistum Carcassonne.
Trencavel konnte sich allerdings nicht lange halten, denn im Sommer 1226 führte König Ludwig VIII. von Frankreich einen neuen Kreuzzug in das Land. Die Stadtoberen von Carcassonne, nach mehr als fünfzehn Jahren des Kriegs müde geworden, übergaben die Stadt kampflos an den König und Trencavel musste sich erneut ins Exil nach Aragón begeben. Das Land der Trencavel wurde mit der Krondomäne vereint und in die Seneschallate Carcassonne und Béziers eingeteilt. Als rechtliche Grundlage dafür dienten der Krone die auf sie übertragenen vermeintlichen Rechte des letzten Kreuzzugsführers, Amaury de Montfort. In den folgenden Jahren herrschte Trencavel als Vasall des Grafen von Foix über Limoux und stritt mit der französischen Krone um seine Rechte. Im September 1229 reiste er zu einem Hoftag nach Melun, wo er von der Regentin Blanka von Kastilien die Vizegrafschaft Béziers als Lehen übertragen bekam, im Gegenzug musste er aber auf Carcassonne und alle anderen ehemaligen Lehen seiner Familie vertraglich verzichten. Dieser Ausgleich erfolgte im Zuge eines allgemeinen Friedens der Fürsten des Languedoc, der wenige Monate zuvor im Vertrag von Meaux-Paris geschlossen wurde.
Trotz dieses Erfolges stellte sich Trencavel wieder in den Dienst des Königs Jakob I. von Aragón, dem er auf seinem Eroberungsfeldzug auf die Balearen folgte. Dabei kam er unter anderen mit Olivier de Termes und Xacbert de Barbaira in Kontakt, die einstmals Vasallen seiner Familie waren und nun als sogenannte Faydits einen Untergrundkampf gegen die französische Krone führten. Vermutlich von diesen beeinflusst, entschloss sich Trencavel zu einer gewaltsamen Rückeroberung von Carcassonne. Im September des Jahres 1240 stellte er sich an die Spitze eines hauptsächlich aus Faydits bestehenden Heeres und fiel über die Corbières ziehend in das Languedoc ein, eroberte die Burg Aguilar sowie Montréal und schloss Carcassonne ein. Allerdings konnte sich der königliche Seneschall, Guillaume d’Ormois, in der Cité verschanzen und bis zur Ankunft eines Entsatzheers unter dem königlichen Kämmerer Jean de Beaumont und dem Vizegrafen Gottfried VI. von Châteaudun ausharren. Da die Grafen des Südens ihm ihre Unterstützung verweigert hatten, musste Trencavel die Belagerung angesichts dieser Bedrohung am 11. Oktober 1240 abbrechen und sich nach Montréal zurückziehen, wo er nun seinerseits belagert wurde. Ihm gelang aber die Flucht und er ging erneut nach Aragonien ins Exil.
Im Jahr 1247 unterwarf sich Trencavel endgültig der Krone, indem er gegenüber König Ludwig IX. dem Heiligen sein Siegel zerbrach. Er behielt die Herrschaft über Limoux und nahm am sechsten Kreuzzug (1248–1250) teil. Letztmals wird er im Jahr 1263 genannt und starb wohl spätestens im Jahr 1267, in dem einer seiner zwei Söhne erstmals erwähnt ist. Mit seinem Tod verschwindet die Familie Trencavel aus der geschichtlichen Überlieferung.